# Traktat
Ein Traktat (von lateinisch tractatus „Abhandlung, Erörterung“, von tractare) ist eine kurze schriftliche Abhandlung über ein Thema. Sowohl die männliche Form der Traktat als auch die sächliche Form das Traktat sind gebräuchlich.
Die Publikation in Traktat-Form stammt aus der Antike. Als Literaturgattung ist sie dadurch gekennzeichnet, dass zwischen Kapiteln und vollständigem Text keine weiteren Gliederungsstrukturen vorhanden sind. Oft werden im Traktat religiöse, philosophische, kulturelle, politische, moralische oder (natur-)wissenschaftliche Themen behandelt.
Außer für literarische Werke wurde der Begriff früher auch im Sinne von „Vertrag“ verwendet, auch heute noch gelegentlich für Staatsverträge. So werden Verträge wie diejenigen über die Polnischen Teilungen auch als Partagetraktat bezeichnet.

## Aktueller Gebrauch
Heute werden Traktate oft zur Verbreitung religiöser oder politischer Ideologien eingesetzt. Sie erheben in diesem Zusammenhang keinen wissenschaftlichen Anspruch. Durch die häufige Verwendung zu didaktisch-dogmatischen Zwecken hat das Wort Traktat im Deutschen mitunter einen negativen Beiklang. Im Unterschied zum Essay wird von einem Traktat keine literarische Eleganz erwartet, sondern sachlich orientierte Darstellung von Wissen.
Traktate zielen vielmehr darauf ab, die betreffenden Ideen allgemein verständlich und mit großer Überzeugungskraft darzustellen. Häufig werden diese dann in der Fußgängerzone oder direkt an der Haustür zu Missionszwecken kostenlos angeboten oder liegen an öffentlich zugänglichen Orten zur Mitnahme aus. Flug-, Streit- und Schmähschriften fallen unter den Begriff Pamphlet. Beide Bezeichnungen haben je nach Kontext einen mehr oder weniger negativen Unterton (Konnotation).

## Geschichte
Traktate im Sinne philosophischer und wissenschaftlicher Abhandlungen wurden bereits im Altertum verfasst, darunter sehr bedeutende mit überragender Nachwirkung, sowohl in der klassischen griechisch-römischen Antike im Mittelmeerraum als auch im Alten Indien sowie im Alten China.
Der Architekturtraktat war eine literarische Gattung des 15. und 16. Jahrhunderts, durch die vor allem die Entwurfssystematik der römischen Antike erklärt und verbreitet werden sollte. Der Architekturtraktat war der Motor des stilistischen Wandels von der Gotik zur Renaissance. Dabei standen Illustration und Text gleichwertig nebeneinander.
Erste Nachweise des Gebrauchs des Wortes „Traktat“ im deutschen Sprachraum stammen bereits aus dem 8. Jahrhundert (mittelhochdt. tractat m.). Vornehmlich im 19. Jahrhundert wurde christliches Schrifttum mit großer Breitenwirkung Traktat genannt (siehe auch: Liste von Traktatgesellschaften).

## Talmud
Eine Sonderform von Traktaten findet sich im Talmud. Dieses umfangreiche jüdische Schriftwerk, in Tannaitischem Hebräisch und verschiedenen Ausprägungen des Aramäischen geschrieben, wird auch mündliche Tora genannt. Der Talmud enthält Kommentare zu einzelnen Bestimmungen der schriftlichen Tora. Die Mischna bildet die Basis des Talmud, sie besteht aus sechs Ordnungen (sedarim, singular seder סדר), die jeweils 7–12 Traktate (masechtot, singular masechet מסכת; lit. "web") enthalten, insgesamt 63 Traktate. Jeder masechet ist in Kapiteln (peraqim, singular pereq) und weiter in Paragraphen (mishnayot, singular Mishnah) unterteilt. In diesem Zusammenhang meint der Begriff Mischna einen Paragraphen, die kleinste Einheit der gesamten Struktur. Dies führte in  der Plural-Form zur Bezeichnung „Mishnayot“ für das gesamte Werk. Somit besteht auch der Talmud aus sechs Bänden, sogenannten Ordnungen, die ihrerseits in 63 Traktate aufgeteilt werden.